# Mózg Kennedy’ego
Mózg Kennedy’ego (szw. Kennedys hjärna) – powieść społeczno-kryminalna z 2005, autorstwa szwedzkiego pisarza Henninga Mankella. Jej polskie wydanie ukazało się w roku 2013 nakładem wydawnictwa WAB w tłumaczeniu Ewy Wojciechowskiej.

## Fabuła

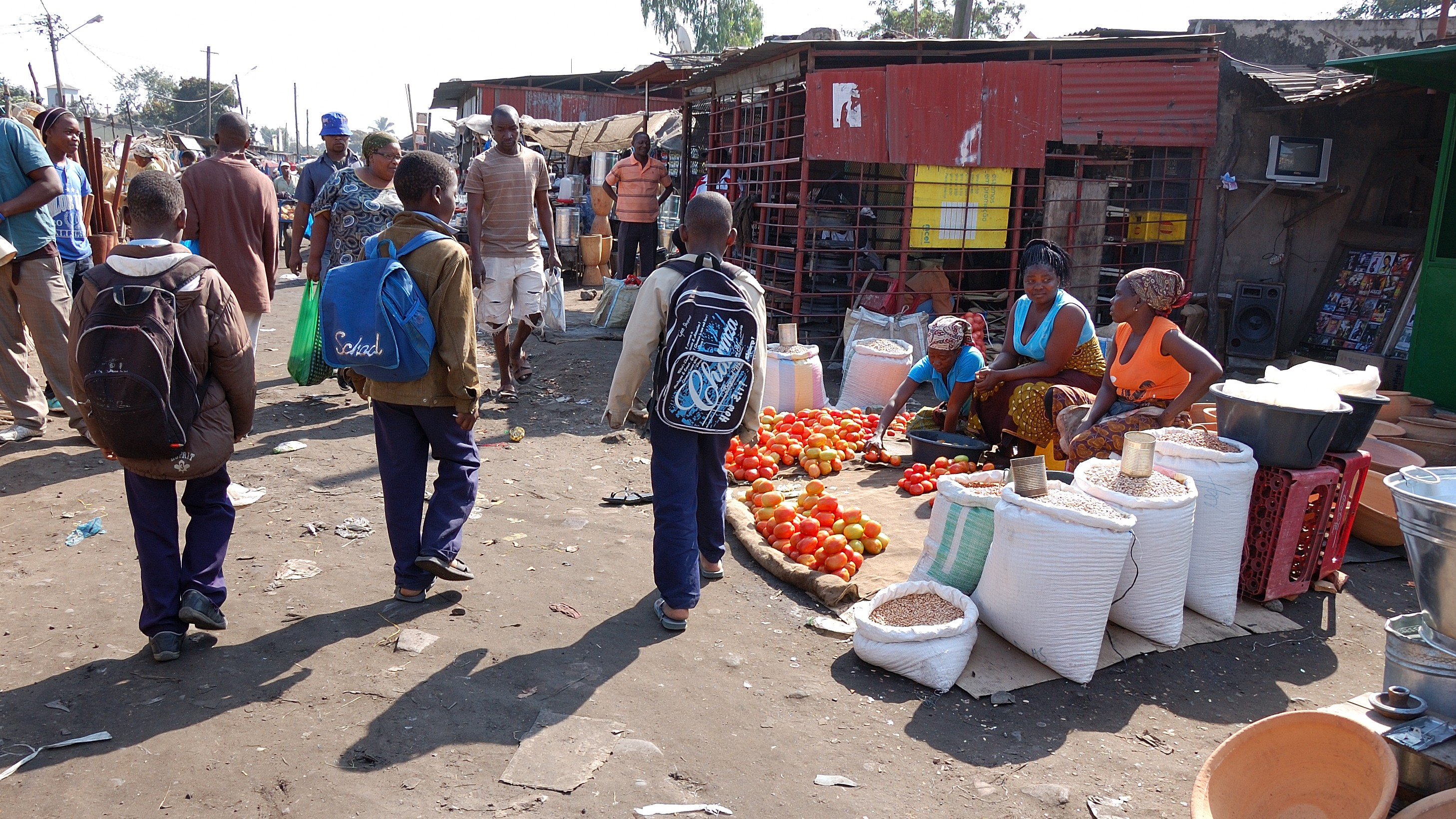
Biedne dzielnice Maputo - miejsce części akcji powieści

Akcja rozpoczyna się jesienią 2004. Archeolożka Louise Cantor z domu Lindblom (54 lata) pochodząca ze Sveg pracuje na wykopaliskach w Grecji. Przy okazji sesji naukowej w Visby postanawia odwiedzić syna w Sztokholmie. Przybywa tam 17 września. Okazuje się jednak, że zastaje go martwego - policja utrzymuje, że popełnił samobójstwo przedawkowując leki. Cantor jest jednak przekonana, że dokonano morderstwa i rozpoczyna w tej sprawie prywatne śledztwo. Ślady prowadzą w przewrotny świat firm farmaceutycznych, które wykorzystują nędzę w krajach trzeciego świata celem prowadzenia eksperymentów na ludziach, mających na celu produkcję nowych leków. Jednym z bohaterów negatywnych jest Christian Holloway, który pod pozorem działalności charytatywnej bezwzględnie eksploatuje osoby chore na AIDS, a nawet celowo zaraża je wirusem HIV. Akcja rozgrywa się nie tylko w Szwecji, ale również w Barcelonie, Madrycie, Maputo, Xai-Xai i na wyspie Inhaca w Mozambiku.